# Philodromidae
Philodromidae é uma família aranhas araneomorfas de corpo aplanado, quelíceras pequenas e pernas praticamente iguais. Caracterizam-se por se deslocarem rapidamente e por serem capazes de saltar. Caçam de emboscada entre a vegetação. A família inclui cerca de 500 espécies repartidas por 30 géneros.

## Taxonomia
A família Philodromidae inclui os seguintes géneros:
- Pedinopisthinae
  - Pagiopalus Simon, 1900 (Havai)
  - Pedinopistha Karsch, 1880 (Brasil)
- Philodrominae
  - Apollophanes O. P-Cambridge, 1898 (dos EUA ao Panamá, Índia, Rússia, Coreia)
  - Bacillocnemis Mello-Leitão, 1938 (Argentina)
  - Berlandiella Mello-Leitão, 1929 (Brasil)
  - Cleocnemis Simon, 1886 (América do Sul)
  - Ebo Keyserling, 1884 (Argentina, América do Norte, índia, Rússia, Israel)
  - Eminella Özdikmen, 2007 (Argentina) -  anteriormente Catuna Mello-Leitão, 1940
  - Fageia Mello-Leitão, 1929 (Brasil)
  - Gephyrellula Strand, 1932 (Brasil)
  - Gephyrina Simon, 1895 (América do Sul)
  - Gephyrota Strand, 1932 (África, Ásia)
  - Hirriusa Strand, 1932 (África)
  - Metacleocnemis Mello-Leitão, 1929 (Brasil)
  - Paracleocnemis Schiapelli & Gerschman, 1942 (Argentina)
  - Paratibellus Simon, 1932 (da Europa à Ásia Central)
  - Petrichus Simon, 1886 (América do Sul)
  - Philodromops Mello-Leitão, 1943 (Brasil)
  - Philodromus Walckenaer, 1826 (236 espécies; Holártico, América, Austrália, África, sul da Ásia)
  - Procleocnemis Mello-Leitão, 1929 (Brasil)
  - Quemedice Mello-Leitão, 1942 (Argentina)
  - Suemus Simon, 1895 (África, Vietname)
  - Thanatus C. L. Koch, 1837 (África, Holártico, América do Sul)
  - Tibellus Simon, 1875 (África, América, Holártico, sul da Ásia)
  - Tibitanus Simon, 1907 (África)
  - Vacchellia Caporiacco, 1935 (Karakorum)
- Pselloninae
  - Psellonus Simon, 1897 (Índia)
  - Pseudopsellonus Balogh, 1936 (Nova Guiné)
  - Senoculifer Balogh, 1936 (Nova Guiné)
- incertae sedis
  - Euthanatus Petrunkevitch, 1950 † (fóssil)
  - Filiolella Petrunkevitch, 1955 † (fóssil)
  - Medela Petrunkevitch, 1942 † (fóssil)